# Limonen
Limonenul este o hidrocarbură, mai exact o monoterpenă ciclică. Izomerul-D are un miros puternic de portocale. Este folosit în sinteza chimică.
Numele său provine de la numele lămâii, din moment ce coaja fructului, ca la toate celelalte citrice, conține cantități mari din această substanță și îi conferă mirosul specific.